# LaFayette, Kentucky
LaFayette är en stad (city) i Christian County i delstaten Kentucky, USA. 2010 hade staden 165 invånare.